# Upinek
Upinek lub Łupinek, Uping – jezioro w Polsce w województwie warmińsko-mazurskim, w powiecie węgorzewskim, w gminie Węgorzewo.

## Położenie
Jezioro leży na Pojezierzu Mazurskim, w mezoregionie Wielkich Jezior Mazurskich, w dorzeczu Sapina–Węgorapa–Pregoła. Znajduje się około 5 km w kierunku południowo-wschodnim od Węgorzewa, na północ od wsi Ogonki. Jezioro ma połączenie z jeziorem Stręgiel poprzez ciek wodny wypływający na północnym wschodzie.
Linia brzegowa miernie rozwinięta. Dno muliste, z wyjątkiem kilku miejsc na południu, gdzie dno jest kamieniste i twarde. Południowa i północna część brzegów wysoka, pozostałe niskie i torfiaste. W otoczeniu znajdują się pola i łąki.
Zbiornik wodny według typologii rybackiej jezior zalicza się do linowo-szczupakowych.
Jezioro leży na terenie obwodu rybackiego jeziora Upinek w zlewni rzeki Węgorapa – nr 21. Znajduje się na terenie Obszaru Chronionego Krajobrazu Krainy Wielkich Jezior Mazurskich o łącznej powierzchni 85 527,0 ha.

## Morfometria
Według danych Instytutu Rybactwa Śródlądowego powierzchnia zwierciadła wody jeziora wynosi 10,5 ha. Średnia głębokość zbiornika wodnego to 1,8 m, a maksymalna – 5,0 m. Lustro wody znajduje się na wysokości 116,5 m n.p.m. Objętość jeziora wynosi 196,5 tys. m³. Maksymalna długość jeziora to 720 m, a szerokość 200 m. Długość linii brzegowej wynosi 1610 m.
Inne dane uzyskano natomiast poprzez planimetrię jeziora na mapach w skali 1:50 000 według Państwowego Układu Współrzędnych 1965, zgodnie z poziomem odniesienia Kronsztadt. Otrzymana w ten sposób powierzchnia zbiornika wodnego to 9,0 ha.

## Przyroda
Roślinność przybrzeżna bujna, większe skupiska na wschodzie i zachodzie, głównie trzcina, ale też sitowie i pałka. Wśród roślinności zanurzonej występuje m.in. rdestnica, grążel żółty i grzybienie białe.